# Eckenlauh-Weißgerberberg
Eckenlauh-Weißgerberberg ist ein mit Verordnung des Regierungspräsidiums Tübingen vom 1. Februar 1994 ausgewiesenes Naturschutzgebiet mit der Nummer 4.236.

## Lage
Das Naturschutzgebiet befindet sich in den Naturräumen Mittlere Kuppenalb und Mittlere Flächenalb. Es grenzt an den nordöstlichen Stadtrand von Münsingen und umfasst u. a. die Kuppen und Hänge der jeweils 777 m hohen Erhebungen Eckenlauh und Weißgerberberg. Die Halbtrockenrasen des Gebiets bilden einen Biotopverbund mit den Halbtrockenrasen der anderen Naturschutzgebiete im Nordraum von Münsingen: Höhnriß-Neuben, Kälberberg-Hochberg, Seetalhalde-Galgenberg und Schopflochberg. Es ist sowohl Teil des FFH-Gebiets Nr. 7523-311 Münsinger Alb als auch des Vogelschutzgebiets Nr. 7422-441 Mittlere Schwäbische Alb. Das Gebiet liegt vollständig im Biosphärengebiet Schwäbische Alb.

## Schutzzweck
Laut Verordnung ist der Schutzzweck:
- die Erhaltung der für die Mittlere Kuppenalb typischen Bergkuppen mit Halbtrockenrasen, Feldgehölzen und Weidbuchenwäldern sowie des dazwischen liegenden Trockentals mit Grünland- und Weidennutzung,
- die Erhaltung, Pflege und Verbesserung extensiv genutzter, artenreicher Halbtrockenrasen mit zahlreichen seltenen und zum Teil stark gefährdeten Pflanzen- und Tierarten,
- die Sicherung und Pflege der freien Bergkuppen sowie angrenzender kleinstrukturierter und vielgestaltiger Randbereiche als Lebensraum einer artenreichen Pflanzen- und Tiergemeinschaft und als Rückzugsgebiet für zahlreiche Arten aus der umgebenden Agrarlandschaft, insbesondere als Brutstätte stark gefährdeter Vogelarten, unter Einbeziehung einzelner landwirtschaftlicher Flächen in den Randbereichen des Schutzgebiets als Pufferzone zur Abschirmung gegen Störungen aus der Umgebung,
- die Erhaltung eines weiträumigen Biotopverbunds von der Trailfinger Schlucht über den Schopflochberg, die Seetalhalde und den Galgenberg zu weiteren westlich und östlich gelegenen Halbtrockenrasenflächen im Münsinger Nordraum, einschließlich Weißgerberberg und Eckenlauh.

## Flora und Fauna
Im Gebiet findet man die Orchideenarten Honigorchis, Fliegen-Ragwurz und Wohlriechende Händelwurz. Bemerkenswert ist auch das Vorkommen der geschützten Türkenbundlilie. Eine faunistische Bereicherung des Gebiets stellt das Vorkommen der Vogelarten Braunkehlchen, Neuntöter und Wiesenpieper dar. An warmen Sommertagen ist der Gesang der gefährdeten Heuschreckenart Warzenbeißer zu hören.